# Schaduwzone

Straalpaden van P- en S-golven door de aardkern en aardmantel. Een algehele schaduwzone, waar geen S- of P-golven aankomen, ligt als een ring over de kant van de Aarde van 105° tot 142° van het epicentrum van een aardbeving.

Een seismologische schaduwzone is een deel van het aardoppervlak waar een bepaald type seismische golf niet aankomt en dus niet geregistreerd wordt door seismografen. 
Bij S-golven ontstaat de schaduwzone omdat deze golven niet door de vloeibare buitenkern heen kunnen reizen. In het geval van een aardbeving zullen seismografen tot op ongeveer 105° afstand over het aardoppervlak, gemeten vanaf het epicentrum, zowel S- als P-golven registreren. Verder van het epicentrum komen geen S-golven meer aan. De seismoloog Richard Dixon Oldham leidde hier in 1906 uit af dat de buitenkern vloeibaar moest zijn. Seismische experimenten op de Maan hebben aangetoond dat de Maan geen vergelijkbare schaduwzone voor S-golven heeft, waaruit is op te maken dat de Maan volledig vast is.
Ook P-golven hebben een schaduwzone, die wordt veroorzaakt door refractie van deze golven op dezelfde seismische discontinuïteit tussen de buitenkern en de mantel. In de buitenkern hebben P-golven een lagere snelheid. Volgens de wet van Snellius worden ze daarom naar binnen toe afgebogen wanneer ze de mantel-kerngrens passeren.